# Фарнхаген фон Энзе, Рахель
Рахель Фарнгаген фон Энзе (нем. Rahel Varnhagen von Ense, урождённая Левин; 19 мая 1771[…], Берлин — 7 марта 1833[…], Берлин) — немецкая писательница и феминистка еврейского происхождения; хозяйка литературного салона, который посещали Гейне, Берне, Шеллинг, Шамиссо и другие известные писатели (сыграл заметную роль в истории немецких литературных течений того времени). 
Известна также под псевдонимами Рахель Роберт, Роберт-Торнов и Фридерика Антония (последний — её имя при крещении).
Сестра поэта Людвига Роберта; супруга Карла Августа Фарнхагена фон Энзе. 
Рахель Фарнгаген относят к эпохе романтизма и европейского Просвещения. Она выступала за права евреев и женщин.
Ханна Арендт, написавшая биографию «Рахель Фарнгаген: Жизнь еврейки» (1957), описывала её как свою «ближайшую подругу, пускай и мёртвую уже на протяжении столетий».